# Group Sex
Group Sex – pierwsza płyta zespołu Circle Jerks wydana w 1980 roku przez firmę Frontier Records. Nagrano w Byrdcliffe Studios w Culver City w Kalifornii.

## Lista utworów
1. „Deny Everything”
2. „I Just Want Some Skank”
3. „Beverly Hills”
4. „Operation”
5. „Back Against the Wall”
6. „Wasted”
7. „Behind the Door”
8. „World Up My Ass”
9. „Paid Vacation”
10. „Don't Care”
11. „Live Fast, Die Young”
12. „What's Your Problem”
13. „Group Sex”
14. „Red Tape”

## Twórcy
- Keith Morris - wokal
- Greg Hetson - gitara
- Roger Rogerson - gitara basowa
- Lucky Lehrer - perkusja